# Antonio Díaz García (sindicalista español)
Antonio Díaz García es un anarcosindicalista español. Está afiliado al sindicato CNT de Madrid y trabaja como administrativo en la aerolínea Iberia.
Fue el secretario general de la Confederación Nacional del Trabajo desde enero de 2022 y el 27 de enero de 2024.
| Predecesora: Isabel Arenales | Secretario general de la CNT 2022-2024 | Sucesora: Erika Conrado Arredondo |